# Яровой, Денис Владимирович
Денис Владимирович Яровой (4 апреля 1921— 22 января 1991) — советский скрипичный мастер.

## Биография
Родился в Италии, в Триесте 4 апреля 1921. Детство и юность его прошли в Италии. Был ребенком-вундеркиндом, с перспективой стать блестящим скрипачом-виртуозом.
Однако после того, как он сломал обе руки во время игры в волейбол, этот путь стал для него закрыт.
Отцом его был инженер-акустик (скрипичный мастер) Владимир Яковлевич Шевченко, матерью — Людмила Лопатина-Яровая. Его ещё мальчиком в 1924 г. родители привезли в Париж, да там и остались (по одним данным он был сотрудником советского торгпредства, по другим — членом французской коммунистической партии, мечтавшим вернуться в Россию). Его приёмной матерью была Вера Августовна Лотар-Шевченко, встретившаяся с его отцом в начале 30-х годов, к моменту их встречи у него уже было три сына-подростка от первого брака, в том числе и сын Олег Денис Людвиг, впоследствии ставший Денисом Яровым. Владимир Шевченко рвался в СССР строить новую жизнь. Вере Советский Союз представлялся романтической страной, где она будет вдохновлять своей игрой советских людей, поэтому она с радостью поехала вслед за мужем. В 1939-м они приехали в Ленинград, где уже свирепствовали репрессии.
Владимира Яковлевича в арестовали в 1939 (или 1940 или даже в 1941) году, заподозрив в шпионаже. Вера Августовна его больше никогда не видела. Он вскоре был застрелен во время попытки к побегу, но её никто об этом не информировал. Её тоже арестовали, как жену врага народа, возможно в 1942 году. Детей отдали в детдом, и уже после освобождения Вера Августовна узнала, что два младших сына (Глеб и Игорь) погибли в блокаду, то ли при бомбежке, то ли от голода. Другой сын, которого она разыскала не сразу и совершенно случайно — Олег Денис Людвиг выжил и воевал. После армии он сменил имя и фамилию и стал именоваться Денисом Яровым. Когда Вера Августовна нашла его, они поддерживали дружеские отношения до самой её кончины.
Ещё когда их семья жила в Болонье, приятелями его отца были Джузеппе Фиорини — знаменитый итальянский мастер, а также
его ученик Армандо Монтерумиччи. Денису очень нравилось бывать в мастерской Монтерумиччи, и он стал его учеником.
Фиорини принадлежал к линии мастеров, восходящей к истокам итальянской скрипичной традиции.
В её начале можно поставить Карло Бергонци, первоначально обучавшегося у П. Гварнери — сына А. Гварнери и отца Джузеппе Гварнери (Дель Джезу), и ставшего потом одним из самых лучших учеников Антонио Страдивари. Затем идёт сын и ученик Карло Бергонци — Микеле-Анджело Бергонци. Затем — Лоренцо Сториони, обучавшийся у Микеле-Анджело Бергонци. Затем — Франческо Прессенда, обучавшийся у Лоренцио Старионе. Затем — Антонио Рокка, обучавшийся у Франческо Прессенды. И наконец — отец и учитель Джузеппе Фиорини, Рафаэль Фиорини, обучавшийся у Антонио Рокки.
От Фиорини Денис узнал о методах работы старых мастеров, хотя в двадцатом веке эти знания существовали уже в виде притч и легенд, с ускользающим порой сокровенным смыслом.
После войны Яровой решил продолжить дело отца — стал мастером-акустиком, создателем смычковых инструментов.
Он поставил себе целью перевести эти предания на научный язык акустики,
специально для чего он поступил МГУ, на физический факультет.
В 60-е годы он возглавлял акустическую Лабораторию АН СССР и несколько лет исследовал характеристики
лучших инструментов «классического» периода. Также он руководил творческой студией скрипичного мастерства под патронажем Министерства культуры, располагавшейся на ул. Тверской (там где сейчас «Палас-отель»). Работал мастером на Московской фабрике смычковых инструментов.
В результате Яровому удалось обнаружить основные принципы построения инструментов старых мастеров
и перевести на научный язык многое из легенд Старой Кремоны.
Денис Яровой разработал технологию уникальной тотальной гармонической настройки дек (поверхностей корпуса скрипки), которую можно назвать «секретом Страдивари». Этот метод основывается на принципе резонанса, когда каждой ноте необходимо поставить в соответствие участок древесины, который идеально резонирует на определенную звуковую частоту.
 Существуют скрипки Ярового, с которых, если снять этикетку, никто никогда не скажет, что это не старинный итальянец — и внешне, и по звуку.
Однако попытка изложить получившееся знание языком, понятным для незнакомых с точными науками учеников
не увенчалась успехом.
Инструменты Ярового присутствуют в Государственной коллекции уникальных музыкальных инструментов.
Альт работы Ярового на Международном конкурсе альтов в Асколи-Пичено (Италия, 1959) был удостоен Диплома и Большой золотой медали.
Скрипки известного оркестра Владимира Спивакова «Виртуозы Москвы» ремонтировались только у Ярового. Старинным другом мастера был американский скрипач и дирижёр Иегуди Менухин, который неоднократно звал его переехать в Англию со всей семьей и работать там, но Дениса Владимировича не выпускали из страны.
По воспоминаниям своих учеников Денис Владимирович был необыкновенно эрудированным человеком, полиглотом, писал стихи на русском, итальянском и английском. Издавал книги по акустике скрипки, заведовал акустической лабораторией в московской консерватории, и прекрасно разбирался в физике акустики.
Всего у Ярового было 32 ученика, из которых профессиональными мастерами, вышедшими на серьёзный уровень, стали 4 человека.
Умер Денис Владимирович в 1991 году.
В 1961 году о Денисе Владимировиче на киностудии ЦСДФ режиссёром Е.Ефимовым по сценарию И.Беляева был снят Фильм «Тайна Страдивари».
Также кадры с Денисом Владимировичем есть в документальном фильме о В. А. Лотар-Шевченко «Мы ещё будем жить настоящей жизнью».

## Ученики
- Владимир Калашников
- Владимир Скубенко
- Сергей Ноздрин
- Ася Родштейн
- Михаил Альтшулер
- Симон Аветисян
- Юрий Хачиров
- Изя Любаров
- Алик Михаели
- Шалва Михаели
- Евгений Шалев
- Сергей Клинко
- Евгений Шалев
- Saulius Urbietis
- Валентин Мицкевич
- Николай Сиваев

## Личная жизнь
Первую жену Дениса Владимировича звали Маргарита Фёдоровна. Сын от первого брака — Яровой Сергей Денисович Архивная копия от 27 сентября 2017 на Wayback Machine — художник, график. Член Международной Федерации Художников и Творческого Союза Профессиональных Художников. Родился в 1954 году.
Вторая жена — уроженка Кишинёва пианистка Ольга Вильямовна Кюн. От этого брака родились две девочки — Анна и Дарья.

## Ссылка
- ЯРОВОЙ Денис Владимирович
- Москва, Том 4,Выпуски 4-6
- Скрипичный мастер Денис Яровой Архивная копия от 9 декабря 2016 на Wayback Machine
- Владимир Калашников о своем учителе — Денисе Яровом Архивная копия от 10 февраля 2016 на Wayback Machine